# Gamasellus plumatilis
Gamasellus plumatilis är en spindeldjursart som beskrevs av Wolfgang Karg 1993. Gamasellus plumatilis ingår i släktet Gamasellus och familjen Ologamasidae. Inga underarter finns listade i Catalogue of Life.